# 垓下
垓下（がいか、拼音：Gāi xià）は、秦の滅亡後、「西楚の覇王」と称した楚の項羽と、漢の劉邦が争った「垓下の戦い」が発生した古戦場である。現在の安徽省宿州市霊璧県の南東部に位置している。項羽は次第に劉邦に圧迫され、紀元前202年に垓下の地まで追い込まれた。これに対して、劉邦軍は楚の国の歌を完全包囲した上で歌わせることで、故郷の楚が漢によって征服されてしまったと項羽に勘違いさせる、所謂、四字熟語の「四面楚歌」の元となった出来事が起こった。愛姫の虞美人と別れを告げた項羽は最後の決戦に挑み、大敗した後に烏江で自殺し、漢王朝による天下統一がなされた。